# 사운더 커뮤터 레일
사운더 커뮤터 레일(영어: Sounder commuter rail, 약칭 SDRX)는 미국 서부 워싱턴주의 대중 교통 체계이다. 일반적으로 시애틀 지역 승객들을 수송한다. 사운더 커뮤터 레일의 통근 열차로 연간 3,361,317명의 승객을 실어나르고, 통근 열차는 이층 객차와 디젤 기관차로 운행한다. 평일 기준 연간 15,077명이 이 노선을 이용했다.
시애틀의 첫 통근 열차 체계인 사운더 커뮤터 레일은 2000년에 개통되어 현재는 미국의 최대 철도 기업인 BNSF 철도가 운행하고 있다.

## 보유 차량
- 2016년 1월 기준으로 사운더 커뮤터 레일은 다음과 같은 차량을 운행하고 있다.

| 모델                 | 제조   | 번호                            | 대수 | 비고                                        | 사진 |
| -------------------- | ------ | ------------------------------- | ---- | ------------------------------------------- | ---- |
| 기관차               |        |                                 |      |                                             |      |
| EMD F59PHI           | 1999년 | 901 ~ 904                       | 4    |                                             |      |
| EMD F59PHI           | 2000년 | 905 ~ 906                       | 2    |                                             |      |
| EMD F59PHI           | 2001년 | 907 ~ 911                       | 5    |                                             |      |
| 모티브파워 MP40PH-3C | 2012년 | 921 ~ 923                       | 3    |                                             |      |
| 캡카                 |        |                                 |      |                                             |      |
| 봄바디어 비레벨 캡카 | 1999년 | 101 ~ 104                       | 4    |                                             |      |
| 봄바디어 비레벨 캡카 | 2000년 | 105 ~ 111                       | 7    | 112 ~ 118의 경우 칼트레인에 매각            |      |
| 봄바디어 비레벨 캡카 | 2003년 | 301 ~ 307                       | 7    |                                             |      |
| 봄바디어 비레벨 캡카 | 2014년 | (308 ~ 310)                     | (3)  | 계획                                        |      |
| 코치                 |        |                                 |      |                                             |      |
| 봄바디어 비레벨 코치 | 2000년 | 201 ~ 213                       | 13   |                                             |      |
| 봄바디어 비레벨 코치 | 2001년 | 214 ~ 215                       | 2    |                                             |      |
| 봄바디어 비레벨 코치 | 2002년 | 216 ~ 218, 227 ~ 228, 231 ~ 240 | 15   | 219 ~ 226 & 229, 230의 경우 칼트레인에 매각 |      |
| 봄바디어 비레벨 코치 | 2003년 | 401 ~ 410                       | 10   |                                             |      |
| 봄바디어 비레벨 코치 | 2014년 | (411 ~ 414)                     | (4)  | 계획                                        |      |
| 봄바디어 비레벨 코치 | 2015년 | (415 ~ 421)                     | (3)  | 계획                                        |      |
| 합계:                |        |                                 |      |                                             |      |